# McDuffie megye
McDuffie megye az Amerikai Egyesült Államokban, azon belül Georgia államban található. Megyeszékhelye és legnagyobb városa Thomson. Lakosainak száma 21 632 fő (2020. április 1.). McDuffie megye Lincoln, Jefferson, Columbia, Richmond, Warren és Wilkes megyékkel határos.

## Népesség
A megye népességének változása:
| Lakosok száma | 21 826 | 21 610 | 21 650 | 21 565 | 21 540 | 21 632 |
|               | 2010   | 2011   | 2012   | 2013   | 2015   | 2020   |